# Tabella di decompressione

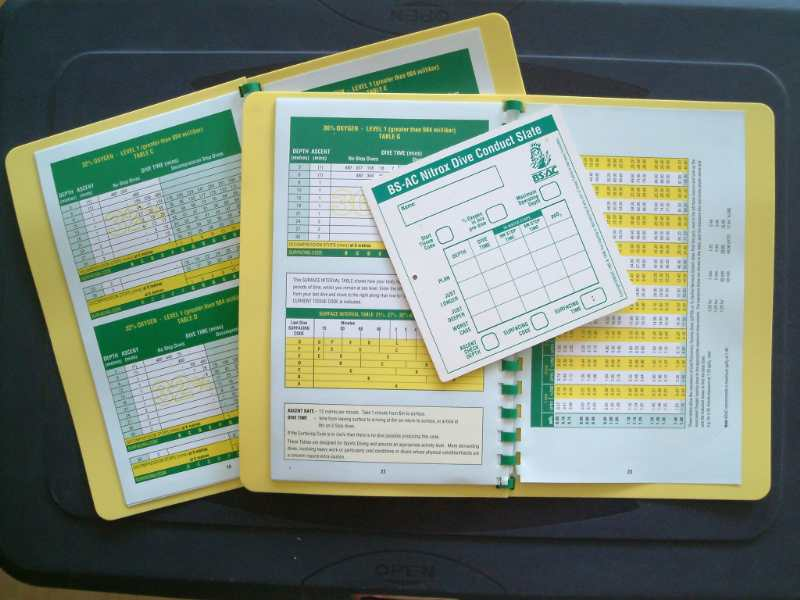
Esempio di tabelle di decompressione

La tabella di decompressione è uno strumento utilizzato per programmare le immersioni subacquee. È usata per stabilire l'esatta decompressione per desaturarsi dall'azoto assorbito durante l'immersione in modo da non incorrere nei rischi di embolia o MDD (malattia da decompressione). Inoltre, viene usata anche in enti ospedalieri per patologie meno gravi con speciali tabelle apposite. In seguito è stata creata la tabella di immersione ricreativa, usata oggi per uso amatoriale al fine di rimanere in zona di sicurezza ed evitare quindi di doversi sottoporre a soste obbligatorie. Questa tabella è utilizzata e consigliata dalle più importanti scuole di immersione. Le due tabelle hanno un uso distinto: la prima si usa nel caso di programmazione di immersione con  necessità di soste di decompressione, la seconda per evitare di superare i limiti della non decompressione. La tabella di decompressione da portare sott'acqua è generalmente in plastica e indica una serie di dati necessari per immersioni di tipo sportivo, e quindi limitata a immersioni di breve durata e di bassa o media profondità, da –15 a –50 metri.
Le tabelle complete riportano anche i dati di tempo, profondità e anche altri parametri, compresi i dati di immersione ripetitiva con i relativi gruppi di appartenenza dell'azoto residuo. Si tratta di tabelle di numerose pagine in formato cartaceo, con relative istruzioni dettagliate, che sono utilizzate generalmente per la gestione delle camere iperbariche e per le immersioni impegnative sia professionali che militari.

## Storia

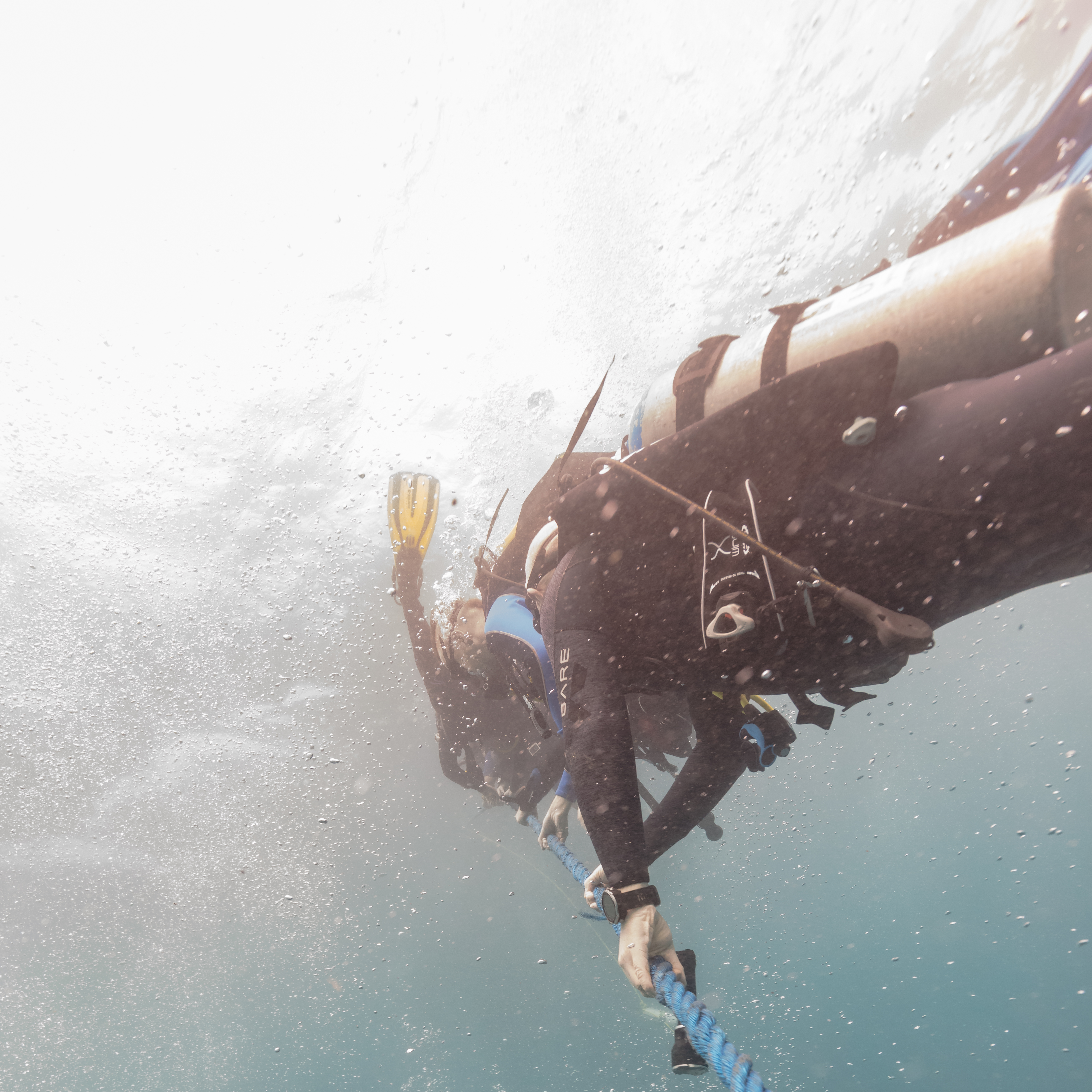
Sommozzatori che effettuano una sosta di sicurezza a 5-6 metri per evitare l'eccessiva saturazione di azoto

Le prime tabelle, di cui gli appassionati hanno potuto disporre, sono state quelle della marina militare degli Stati Uniti, pubblicate da John Scott Haldane, Arthur Boycott e Guybon Damant nel 1912.
Questo strumento, nato per esigenze belliche, è stato l'unico supporto a disposizione dei subacquei fino alla metà degli anni ottanta, con tutti i suoi limiti di sicurezza, dovuti soprattutto alla diversa destinazione per cui era stato elaborato.
Con il progressivo interesse delle industrie e delle associazioni didattiche, sono state elaborate, soprattutto negli Stati Uniti e in Svizzera, delle nuove tabelle studiate per gli sportivi e sperimentate su persone normali (giovanissimi, donne e anche anziani) a differenza di quelle militari, che erano state verificate solo su giovani preparati fisicamente e di sesso maschile.
Per tutti i motivi che precedono, per essere sicura, l'immersione dovrà essere limitata in relazione alla profondità e al tempo che si desidera trascorrere sott'acqua.
Le nuove tabelle sono meno permissive, ma assolutamente più sicure, soprattutto nelle immersioni successive. È evidente che per godere della loro affidabilità sia necessario rimanere all'interno dei parametri consigliati ed evitare immersioni effettuate fuori dalla cosiddetta curva di sicurezza, con lunghissime tappe di decompressione caratteristiche dei pionieri di questo sport, soprattutto italiani e francesi.
Sulla base questi nuovi studi, all'inizio degli anni novanta hanno fatto la loro comparsa sul mercato i primi computer subacquei che rendono facile e sicura l'immersione sportiva, non dimenticando che, trattandosi di apparecchi elettronici, possono essere soggetti a guasti, e quindi si deve sempre avere con sé orologio, profondimetro e tabelle.

## Curva di sicurezza
Una immersione in curva di sicurezza è un'immersione che permette la risalita diretta in superficie, ovvero senza tappe di decompressione, sempre nel rispetto della velocità di risalita. La maggior parte delle didattiche sportive, inoltre, raccomanda comunque di effettuare una sosta di sicurezza opzionale a 5 metri per 3 minuti.

## Tipi di tabelle decompressive

### Tabelle per la decompressione
Le tabelle maggiormente diffuse sono le tabelle di decompressione "US Navy" della marina degli Stati Uniti o loro derivate adottate dalle più grandi e diffuse didattiche sportive come PADI e SSI.
- Tabelle di Decompressione US Navy in Revisione 5
- Tabelle di Decompressione US Navy in Revisione 6, che ha visto la sostituzione della tappa dei 3m in favore di quella a 6m
- Tabelle di Decompressione US Navy in Revisione 7, con il perfezionamento delle tempistiche di decompressione a Ossigeno
- Le 88 tabelle di Bühlmann che sono poco usate.

### Tabelle curative per le ricompressioni terapeutiche
- Tabella 5 US Navy per il trattamento della MDD di I Tipo.
- Tabella 6 US Navy per il trattamento a ossigeno della malattia da decompressione di MDD di II Tipo.
- Le tabelle francesi dette a miscela usate per patologie come EGA.